# آبشار سه کاسه
آبشار سه کاسه در شهرستان بافت استان کرمان و در روستای جهانجان قرار گرفته است. این آبشار در فاصله ۲۵ کیلومتری شهر بافت قرار دارد و ساختار آن به گونه ای است که آب وارد سه کاسه و سپس وارد یک رود می شود.